# 彦部氏
彦部氏（ひこべし）は、鎌倉時代から江戸時代にかけての武家。

## 概要
彦部氏は高師直一族（高氏）の庶流。室町時代には室町幕府や鎌倉府の奉公衆として高一族嫡流を凌ぐ活躍を見せた。出身は陸奥国菊多郡であるが、後の系図では斯波郡の出とされた。これは同地が文治5年（1189年）の奥州合戦に際し源頼朝が斯波陣岡に本陣を設置したことに起因すると考えられる。高氏の高惟長が祖であり、惟長のひ孫・光朝が彦部氏を名乗ったのが始まりである。惟長の嫡子・高惟重の玄孫が高師直となる。高氏は観応の擾乱において没落するが、彦部氏は難を逃れて室町幕府・鎌倉府に奉公衆として仕えた。前者は光朝の光朝の嫡子・彦部光継の、後者は庶子・行貞（後世の系図では光貞とも）の子孫である。光継の末裔は鎌倉府が衰退した後は上野国の横瀬氏に仕えた。また、光継の曽孫・忠春は足利義満の近臣となり、三河国の御料所や奉公衆の所領に関する庶務を執り行っている。忠春は『常楽記』では永徳元年（1381年）1月11日に27歳で死亡したとあるが、後世の系図では永享7年（1435年）に81歳で死亡したとされる。忠春の死後は行貞の玄孫・賢直が嫡流の家督を継いだ。賢直と子の国直に関する資料はほとんど存在していないが、賢直は細川持賢の、国直は細川政国の偏諱を与えられた可能性がある。国直の子は晴直である。後世の系図によれば晴直の母親は近衛政家の娘とされる。晴直は永正5年（1508年）1月18日に生まれ、9歳で元服すると足利義稙から偏諱を賜り稙直を名乗り、大永元年（1521年）の足利義晴の元服に伴い偏諱を賜り晴直を名乗るようになったとされるが、晴直元服当時の義稙の名前は義尹である。晴直は永正7年（1520年）4月20日に伊豆守に任官されており、高氏嫡流・高師宣の刑部大輔任官と同時であった。また、天文15年（1546年）7月27日に、彦部晴直の弟あるいは息子の又四郎（輝直）（後世の系図によると母親は師宣の娘とされる）は師宣と共に足利義輝の従五位下叙爵を祝っている。高氏嫡流と交流を持った彦部氏の人物は他にもおり、明応元年（1492年）には師長は足利義材の第二次六角征伐に従っていた際、高師為が師長が近江国の所領に到着ことを祝っている。天文15年（1546年）12月18日の足利義輝元服の際に御走衆の一人として晴直が見える。また同時期に御小袖御番衆にも任じられている。加えて『言継卿記』永禄2年（1559年）10月13日条によると広橋国光と足利義輝の申次を務めている。上記のように晴直は義輝との関係が深く、上野信孝、細川晴広、杉原晴盛、祐阿、細阿と並んで反三好氏の筆頭であったため、永禄8年（1565年）の永禄の変で義輝や弟の又四郎と共に討死した。その後の彦部氏は活動拠点を関東の上野国広沢郷桐生に移すが、この彦部氏の祖・信勝は系図によって晴直の子とも鎌倉府に仕えた行貞の末裔ともされる。晴直の子とする系図によると、近衛前嗣の関東下向に伴って広沢郷に居住するようになったとされる。